# 曾小敏
曾小敏（1977年10月—），广东佛山人，汉族，中国共产党党员。中华人民共和国政治人物、第十三届全国人民代表大会广东地区代表，著名粤剧演员，一级演员，曾获得中国戏剧梅花奖，现为广东粤剧院院长。

## 生平
2018年2月24日，当选为第十三届全国人大代表。